# Kukoliwka
Kukoliwka (ukrainisch Куколівка; russisch Куколовка Kukolowka) ist ein Dorf in der Oblast Kirowohrad im Zentrum der Ukraine mit etwa 600 Einwohnern.

## Geographie

### Geographische Lage
Das Dorf liegt in der historischen Region des sogenannten Wilden Feldes im Rajon Oleksandrija.
Die nächstgelegenen Städte sind das Rajonszentrum Oleksandrija 15 km westlich vom Ort sowie Schowti Wody und Pjatychatky, beide 45 km von Kukoliwka entfernt. Der Hauptort der Oblast, Kropywnyzkyj liegt etwa 100 km westlich des Dorfes.
Durch den Ort führt die Fernstraße M 04, eine Teilstrecke der Europastraße 50.

### Gemeinde
Kukolowka war administratives Zentrum und größte Ortschaft der gleichnamigen Landratsgemeinde. Die Gemeinde grenzte im Norden an die Gemeinde Oleksandriwka und im Süden an die Gemeinden Schtschaslywe und Dobronadijiwka.
Am 12. Juni 2020 wurde das Dorf ein Teil der neugegründeten Landgemeinde Popelnaste, bis dahin bildete es zusammen mit den Dörfern Hulewytschi (ukrainisch Гулевичі) und Solowjiwka (ukrainisch Солов'ївка) die gleichnamige Landratsgemeinde Kukoliwka (Куколівська сільська рада/Kukoliwska silska rada) im östlichen Zentrum des Rajons Oleksandrija.